# Antoinette Perry
Pour les articles homonymes, voir Antoinette Perry (femme politique).
Antoinette Perry, née le 27 juin 1888 à Denver et morte le 28 juin 1946 à New York, est une actrice, directrice et productrice de théâtre américaine. Elle a fondé l'American Theatre Wing et a donné son nom aux Tony Awards, les récompenses théâtrales américaines décernées par l'American Theatre Wing depuis 1947.